# Kathi Prechtl
Kathi Prechtl, geborene Katharina Mühsam, (* 1909 in München; † 2002) war eine deutsche Volksschauspielerin, Stückeschreiberin und Monologistin, die in der Mitte des zwanzigsten Jahrhunderts und in den Jahren des Wirtschaftswunders ihre größten Erfolge als Mundart-Humoristin in München feierte.

## Leben
1909 wurde sie als Katharina Mühsam in München als Tochter eines Hilfsarbeiters geboren. Schon mit neun Jahren verdiente sie sich ihr erstes Geld mit Treppen- und Schuheputzen sowie Geschirrspülen für die siebenköpfige Familie. Mit 12 Jahren ging sie in die Lehre in einem Lebensmittelgeschäft.
Auftritte in der Rundfunksendung Die weißblaue Drehorgel machten sie einem größeren Publikum bekannt. In den 1960er Jahren erhielt Prechtl einen Vertrag bei dem Plattenlabel Tempo. 1988 spielte sie noch zweimal die Großmutter in zwei Theaterstücken in Peter Steiners Theaterstadl, wovon beide auch als Fernsehtheater zur Aufführung kamen. Auf den bayerischen Bühnen wurde sie meist als „Ratschkathl“ angekündigt.

## Filmografie
- 1962: Funkstreife Isar 12: Folge 20 - Fahren Sie Fliederweg 10
- 1988: Peter Steiners Theaterstadl: Rififi in Dimpelbach (als Frau Breitlinger)
- 1988: Peter Steiners Theaterstadl: Die Geisterbraut (als Großmutter Barbara)

## Werke (Auswahl)
Ihre Stücke und Monologe vor ausverkauften Häusern erfuhren gerade durch die Schallplatte eine überregionale Bekanntheit. Nach Jahren, in denen ihr Werk der Vergessenheit anheimfiel, erlebt es heute durch CD-Nachpressungen und -Verkäufe wieder eine höhere Popularität.
Prechtl auf LP und CD:
- Goldener Humor 2 und 3
- Kathi Prechtl - Grüße aus Bayern!, tempo Records, No.: 7117
- Ratschkathl's Erlebnisse, Pullach-Grosshesselohe: Tempo-Schallplattenvertrieb, 1980
- Kathi's Alltagssorgen, Pullach-Grosshesselohe: Tempo-Schallplattenvertrieb, 1980
- Der Einteilige, Pullach-Grosshesselohe: Tempo-Schallplattenvertrieb, 1980
- Die Perle vom Lande, Pullach-Grosshesselohe: Tempo-Schallplattenvertrieb, 1980
- Die Blumenfrau vom Viktualienmarkt, Pullach-Grosshesselohe: Tempo-Schallplattenvertrieb, 1980